# 바이시오
바이시오 (VICEO, 본명: 장성원, 2001년 4월 4일 ~ )는 대한민국의 래퍼다. 2020년 싱글 《STUDIO 706》로 데뷔했다.

## 방송
- 수퍼비의 랩 학원 (2019) - Top44

## 음반
- STUDIO 706 (2020)